# Sentinel (skladba)
„Sentinel“ je instrumentální skladba britského multiinstrumentalisty Mika Oldfielda. Vydána byla jako jeho třicátý druhý singl v září 1992 a v britské hudební hitparádě se umístila nejlépe na 10. příčce.
Skladba „Sentinel“ pochází z Oldfieldova alba Tubular Bells II, které vyšlo v srpnu 1992. Na singlu se nachází zkrácená a upravená verze této skladby. B strana singlu potom obsahuje instrumentálku „Early Stages“, což je jinak zmixovaná varianta „Sentinelu“.
Singl „Sentinel“ vyšel rovněž na CD. Tato verze se od sedmipalcové gramofonové desky liší přidaným remixem skladby „Sentinel“ od skupiny The Orb.
O několik dní později vyšel na CD rovněž i čistě remixový singl Oldfield vs. The Orb: „Sentinel (Total Overhaul)“.

## Seznam skladeb
7" verze
1. „Sentinel (Single Restructure)“ (Oldfield) – 3:57
2. „Early Stages“ (Oldfield) – 4:08

CD verze
1. „Sentinel (Single Restructure)“ (Oldfield) – 3:57
2. „Sentinel (The Orb 7" Mix)“ (Oldfield, remix: The Orb) – 4:02
3. „Early Stages“ (Oldfield) – 4:08

Sentinel (Total Overhaul)
1. „Sentinel (Nobel Prize Mix)“ (Oldfield, remix: The Orb) – 14:29
2. „Sentinel (Orbural Bells)“ (Oldfield, remix: The Orb) – 12:28
3. „Sentinel (Seven Inch Mix)“ (Oldfield, remix: The Orb) – 4:03